# Футбольная федерация Шри-Ланки
Футбольная федерация Шри-Ланки — руководящий футбольный орган в Шри-Ланке. Руководит национальной сборной Шри-Ланки и Футбольной Премьер-лигой Шри-Ланки.

## История
Ассоциация создана в крупнейшем городе Шри-Ланки Коломбо, была основана 3 апреля 1939 года на установочном заседании в гостинице «Гейл Фейс» под названием Цейлонская футбольная ассоциация, а в 1952 году на 30-м Конгрессе ФИФА в Лиссабоне (также ошибочно указывается 1950 год) принята в эту организацию. В 1954 году присоединилась к Азиатской конфедерации футбола., а в 1997 году Федерация футбола Шри-Ланки вместе с Бангладеш, Индией, Мальдивами, Непалом и Пакистаном стала одной из шести членов-основателей Федерации футбола Южной Азии.
Футбольная федерация организует чемпионат и кубок страны. Национальная команда пока ещё не имеет трофеев на чемпионатах мира или кубке АФК; её наивысшим достижением является победа в Кубке Южной Азии 1995 года и второе место в Кубке вызова АФК 2006 года. Женская сборная Шри-Ланки достигла наибольших успехов в 2012 и 2014 годах, когда дошла до полуфинала Кубка Южной Азии. Единственная команда от ФФШЛ, принимавшая участие в финальной части континентального первенства — мужская юношеская сборная U-19. В период с 1957 по 1989 года мужская юношеская сборная Шри-Ланки разных возрастных категорий 10 раз принимала участие в чемпионате Азии, а наибольший успех той команды — выход в четвертьфинал в 1967 году.
Член сената Джон Тарбат с апреля 1939 года курировал новообразованную ассоциацию под руководством К.В. Маки-младшего; Цейлонский футбольный союз приостановил свою деятельность на время Второй мировой войны, приостановка деятельности продолжилась до 1946 года. В.Т. Бриндли стал новым президентом Федерации. В мае 2015 года Ранджита Родриго на посту президента ФФШЛ заменил Анура Де Сильва.